# She's Having a Baby
She's Having a Baby is een romantische komedie uit 1988 van John Hughes met in de hoofdrollen onder meer Kevin Bacon, Elizabeth McGovern en Alec Baldwin.

## Verhaal
De film begint op de trouwdag van Jake (Kevin Bacon) en Kristy Briggs (Elizabeth McGovern). Hij breekt zijn studie af en weet door grove leugens een baan als copywriter te krijgen, waarna ze naar een buitenwijk verhuizen. Jake heeft nogal moeite met zijn nieuwe leven aldaar, vooral ook vanwege het contrast met dat van zijn vriend en getuige, rokkenjager Davis (Alec Baldwin). Dan besluit Kristy zonder Jake hierin te kennen te stoppen met anticonceptie.

## Rolverdeling
| Acteur             | Personage        | Opmerkingen                             |
| ------------------ | ---------------- | --------------------------------------- |
| Kevin Bacon        | Jake Briggs      |                                         |
| Elizabeth McGovern | Kristy Briggs    | Jakes vrouw                             |
| Alec Baldwin       | Davis McDonald   | vriend van Jake en getuige bij huwelijk |
| Cathryn Damon      | Gayle Bainbridge |                                         |
| Dan Aykroyd        | zichzelf         | Cameo. Zie Cameo's.                     |
| Bill Murray        | zichzelf         | Cameo. Zie Cameo's.                     |
| Kirstie Alley      | zichzelf         | Cameo. Zie Cameo's.                     |
| Bronson Pinchot    | zichzelf         | Cameo. Zie Cameo's.                     |

## Cameo's
Gedurende de aftiteling hebben een aantal acteurs uit andere films van John Hughes en/of Paramount die rond dezelfde tijd in productie waren een cameo waarin ze suggesties doen voor de naam van de pasgeborene. Het gaat onder meer om Dan Aykroyd (bezig voor The Great Outdoors) en Bill Murray (Scrooged).

## Verbanden met Planes, Trains and Automobiles
De film was ongeveer gelijktijdig in productie met een andere film van Hughes, Planes, Trains and Automobiles (1987), en er zijn enige verbanden tussen de twee. Zo heeft Kevin Bacon een cameo als taxipassagier in Planes en kijkt het personage Susan daarin op televisie naar een scène uit She's Having a Baby, al is alleen het geluid te horen.

## Kevin Smith
Regisseur Kevin Smith vindt She's Having a Baby Hughes' beste werk en heeft zijn eigen film Jersey Girl erop gebaseerd.